# En gång till (sång)
En gång till, skriven av Christer Lundh och Mikael Wendt, är den sång som den svenska dansbandssångerskan Lotta Engberg sjöng då den tävlade i den svenska Melodifestivalen 1990, där den slutade på åttonde plats. 1990 släppte Lotta & Anders Engbergs orkester singeln En gång till, med Bara du som B-sida.
Melodin låg på Svensktoppen i två veckor under perioden 8-15 april 1990, med sjunde respektive åttonde plats som bästa resultat där .

## Coverversioner
Den danska sångerskan Birthe Kjær spelade in sången på danska, som En gang til, med text av Dan Adamsen, på albumet Jeg ka' ikke la' vær' 1993.

## Listplaceringar
| Lista (1990)           | Topplacering |
| ---------------------- | ------------ |
| Sverige (Svensktoppen) | 8            |